# Carpitalpa arendsi
Carpitalpa arendsi är ett däggdjur i familjen guldmullvadar som förekommer i östra Afrika. Arten listades först i släktet Chlorotalpa men utgör nu ett eget släkte.

## Beskrivning
Liksom andra guldmullvadar liknar djuret de eurasiska mullvadarna i utseende. Arten har stora framtassar, saknar yttre öron samt svans. Ögonen är täckta av päls. Pälsen har på ovansidan en svart till mörkbrun färg med gröna eller violetta skuggor, undersidan och delar av ansiktet är ljusare. Carpitalpa arendsi har en förstorad klo vid tredje tån av framtassen. Kroppslängden är 11 till 14 cm och vikten varierar mellan 38 och 76 gram.
Carpitalpa arendsi lever i östra Zimbabwe och angränsande delar av Moçambique. Den vistas i bergstrakter som är 850 till 2 000 meter höga. Habitatet utgörs av gräsmarker och skogsgläntor. Arten hittas även på jordbruksmark.
Levnadssättet är nästan outrett men liknar troligen andra guldmullvadars beteende.
Arten hotas troligen av habitatförstörelse och den jagas antagligen av hundar och tamkatter. Regionen är svårtillgänglig för forskare på grund av politiska oroligheter. IUCN listar Carpitalpa arendsi som sårbar (VU).